# Ruslan Rotan
Ruslan Petrovytj Rotan (ukrainska: Руслан Петрович Ротань), född 29 oktober 1981 i Poltava, är en ukrainsk före detta fotbollsspelare. Han har spelat 100 landskamper för Ukraina.

## Klubbkarriär
Rotan började sin seniorkarriär i FC Dnipro Dnipropetrovsk säsongen 1999–2000. Han spelade 105 matcher och gjorde 11 mål för klubben innan han sommaren 2005 lämnade för Dynamo Kiev. I Dynamo spelade han 50 matcher och gjorde fem mål. 
Under vinterupperhållet 2007–08 gick Rotan tillbaks till moderklubben Dnipro Dnipropetrovsk. Han gjorde åtta assist i Ukrainska ligan säsongen 2008/2009, vilket var delad första plats.